# Кула (Парил)
Вижте пояснителната страница за други значения на Кула.
Кулата е късноантична крепост, разположена край село Парил, България.
Крепостта е разположена на 1,53 km източно от центъра на селото на конусообразен рид. Охранявала е пътя Амфиполис - Никополис ад Нестум. На още 2 km североизточно в посока Гайтаниново е Гайтаниновската крепост (Градището). В подножието на рида тече притокът на Места река Буровица. Трасето на крепостната стена минава по ръба на рида, като на места е виден градежът от каменни блокове, съединени с хоросан, смесен със счукана тухла. Откривани са и части от водопровод от глинени тръби, който започва от Тешовската река.